# تپه گورستان باینه شاه
تپه قبرستان باینه شاه مربوط به دوران‌های تاریخی پس از اسلام است و در شهرستان تاکستان، روستای باینه شاه واقع شده و این اثر در تاریخ ۲۵ اسفند ۱۳۷۹ با شمارهٔ ثبت ۳۱۲۴ به‌عنوان یکی از آثار ملی ایران به ثبت رسیده است.